# ويس كولي (متسابق دراجات نارية)
ويس كولي (بالإنجليزية: Wes Cooley)‏ هو متسابق دراجات نارية أمريكي، ولد في 28 يونيو 1956 في لوس أنجلوس في الولايات المتحدة.